# (16879) Campai
(16879) Campai est un astéroïde de la ceinture principale.

## Description
(16879) Campai est un astéroïde de la ceinture principale. Il fut découvert le 24 janvier 1998 à San Marcello Pistoiese par Andrea Boattini et Maura Tombelli. Il présente une orbite caractérisée par un demi-grand axe de 2,76 UA, une excentricité de 0,03 et une inclinaison de 7,1° par rapport à l'écliptique.

## Compléments